# Creed (parfume)
 For alternative betydninger, se Creed. (Se også artikler, som begynder med Creed)
Creed er et multinationalt parfumefirma med hovedsæde i Paris, Frankrig. Det blev oprindeligt etableret i England som et skrædderhus i 1790 af forgængerne til den fransk-britisk modedesigner Charles Creed. Det blev berømt for sine parfumer i 1980'erne.
I 2023 blev firmaet købt af Kering.

## Liste over parfumer
- 2000 Fleurs
- Acier Aluminium
- Acqua Fiorentina
- Amalfi Flowers[3]
- Ambre Cannelle
- Angélique Encens
- Aubepine Acacia
- Aventus
- Aventus Cologne
- Aventus for Her
- Baie de Genievre
- Bayrhum Vetiver
- Bois de Cedrat
- Bois de Santal
- Bois du Portugal
- Chevrefeuille
- Citrus Bigarrade
- Cuir de Russie[3]
- Cypres Musc
- Epicea
- Erolfa
- Fantasia de Fleurs
- Feuilles Vertes
- Fleurs de Gardenia
- Fleur de Thé Rose Bulgare
- Fleurissimo
- Fleurs de Bulgarie
- Green Irish Tweed
- Green Valley
- Herbe Marine[4]
- Himalaya
- Imperatrice Eugenie[3]
- Irisia
- Jardin d'Amalfi
- Jasmal
- Jasmin Imperatrice Eugenie
- Les Floralies
- Love in Black
- Love in White
- Millesime 1849
- Millesime Imperial
- Neroli Sauvage
- Olivier Creed Eau de Cologne/Toilette (not fully confirmed)[5][6]
- Orange Spice
- Original Santal
- Original Vetiver
- Private Collection Tabarome
- Pure White Cologne
- Rosalie
- Royal Ceylan
- Royal Delight
- Royal English Leather
- Royal Mayfair
- Royal Oud
- Royal Princess Oud
- Royal Service
- Royal Scottish Lavender
- Royal Water
- Santal Imperial
- Scent of Oger
- Selection Verte
- Silver Mountain Water
- Spice and Wood
- Spring Flower
- Sublime Vanille
- Tabarome Millesime
- Tubereuse Indiana
- Vanisia
- Verveine Narcisse
- Vetiver
- Viking[7]
- Virgin Island Water
- White Flowers
- Windsor
- Ylang Jonquille[8][9]
- Zeste Mandarine[3]
- Zeste Mandarine Pamplemousse